# Образование в Беларуси
Образование в Республике Беларусь (бел. Адукацыя ў Беларусі) — обучение и воспитание в интересах человека, общества, государства, направленные на усвоение знаний, умений, навыков, формирование гармоничной, разносторонней развитой личности.
Каждый имеет право на образование.

## Общие сведения
Структура национальной системы образования основывается на Конституции Республики Беларусь и других нормативно-правовых актах. Гарантируется равенство всех граждан в получении образования, единство образовательных систем и преемственность всех форм обучения.
Основные ступени образования:
1. дошкольное (ясли, детские сады);
2. общее базовое (на базе 9 классов средней школы), начинается с 6 лет;
3. общее среднее (на базе 11 классов);
4. профессионально-техническое образование и среднее специальное образование (ПТУ, лицеи, техникумы, колледжи[3]);
5. высшее профессиональное (высшие колледжи, институты, университеты, академии).

В общеобразовательных учреждениях к занятиям 1 сентября приступают более 1 млн учащихся.
После успешного окончания базовой школы имеется возможность продолжить обучение в:
- колледжах;
- лицеях;
- гимназиях;
- профессионально-технических училищах, где одновременно получают общее среднее образование и профессиональную подготовку.

Желающие могут получить общее среднее образование, продолжив обучение в школе. Основной документ, дающий право на поступление в высшее учебное заведение — аттестат или диплом, подтверждающий получение профессионально-технического или среднего специального образования. В Беларуси имеется 52 государственных и 10 негосударственных вузов. Базовое общее образование (1—9 классы средней школы) является обязательным. Образование в средней школе является бесплатным. Выпускники профессионально-технических учреждений образования, получившие образование за счёт средств бюджета, обязаны отработать по распределению один год, выпускники средних специальных и высших учреждений образования — два года. Цена платного высшего образования на отдельных специальностях достигла в 2012 году 1200 рублей в год, и продолжала расти.
Планировался перевод среднего образования на 12-летнее обучение с обязательными 10 классами обучения, однако в 2008 году было принято решение о возврате к 11-летней средней школе. При этом решение о возврате к 11-летней системе образования было принято не Министерством образования, а Администрацией президента. Своё решение Александр Лукашенко аргументировал следующим образом: «Исходя из мнения родителей и учителей, по крайней мере большинства из них, мы приняли решение прекратить затратные эксперименты и возвратиться к той школе, которую мы все хорошо знали». Межведомственной комиссией проведен анализ системы общего и среднего образования. Предложения комиссии были отражены в декрете № 15 «Об отдельных вопросах общего среднего образования», подписанном Александром Лукашенко в июле 2008 года.
В системе общего среднего образования 130 639 учащихся (13,7 %) обучались на белорусском языке, 822 970 учащихся (86,2 %) — на русском, 834 учащихся — на польском и 64 учащихся — на литовском.
В 2002 году в Беларуси была введена 10-балльная система оценки знаний в средних школах, профессионально-технических УЗ, ССУЗах и вузах, взамен 5-балльной системы, традиционной для постсоветских республик. Оценка «10» предполагает свободное оперирование программным учебным материалом различной степени сложности с использованием сведений из других учебных курсов и дисциплин; умение осознанно и оперативно трансформировать полученные знания для решения проблем в нестандартных ситуациях; проявление целеустремлённости, ответственности, познавательной активности, творческого отношения к учению.
В Болонском процессе Беларусь участвует с 2015 года.
Правовые, экономические, социальные и организационные основы специального образования (процесса обучения и воспитания лиц с особенностями психофизического развития, включающего специальные условия для получения соответствующего образования, оказание коррекционной помощи, социальную адаптацию и интеграцию указанных лиц в общество) определяется законом Республики Беларусь «Об образовании лиц с особенностями психофизического развития (специальном образовании)».

### Основные показатели
В 2020 году в Беларуси действовало 3799 учреждения дошкольного образования с 424,1 тыс. детей и 57,5 тыс. педагогических работников. В 2020/21 учебном году действовало 3009 учреждений общего среднего образования с 1058,3 тыс. учащихся и 111,4 тыс. учителей, 176 учреждений профессионально-технического образования с 60,8 тыс. учащихся, 223 учреждений среднего специального образования с 110,4 тыс. учащихся. Больше всего учащихся в учреждениях среднего специального образования обучалось по техническому и технологическому профилю (39,7 тыс.), а также экономико-юридическо-управленческому (18,4 тыс.), сельскохозяйственному (13,1 тыс.), медицинскому (10,7 тыс.) и педагогическому профилям (8,7 тыс.).
В 2020/21 учебном году в стране насчитывалось 50 высших учебных заведения, где обучалось 254,4 тыс. студентов, в том числе 160,9 тыс. на дневной форме обучения, 0,9 тыс. на вечерней и 92,6 тыс. на заочной. Более половины (27) вузов находится в Минске; в столице обучается и более половины студентов (142,5 тыс.).

## История образования в Беларуси
В средние века среднее и высшее образование получали в коллегиумах (Вильно, Полоцк, Пинск, Гродно, Юровичи). Первым высшим учебным заведением на территории Великого княжества Литовского стал Виленский университет.

### Великое Княжество Литовское
После издания 21 июля 1773 года папского послания (бреве) Dominus ac Redemptor Noster монашеский орден иезуитов был ликвидирован и их имущество подлежало конфискации в пользу светских властей. Сейму, проходившему в Варшаве с 19 апреля 1773 года по 1775 год необходимо было распорядится огромным наследством оставшимся после роспуска ордена и решить вопрос образования после закрытия иезуитских школ. По предложению литовского подканцлера Иоахима Хрептовича, сейм определил все имущество ордена обратить на учреждение и содержание общественных училищ. С этой целью, для решения иезуитских дел и для управления народным образованием учреждены были комиссии: для ревизии и переписи оставшегося после ордена имущества и для дальнейшего распоряжением этим имуществом — раздавательные комиссии (kommissye rozdawnicze); для решения спорных дел возникающим по иезуитским делам — судебные комиссии; и для заведования делами народного образования — эдукационные комиссии (kommissye edukacyjna). Для того, что бы не прерывать обучение, в каждой иезуитской школе был оставлен префект и необходимое число учителей, которые должны были продолжать занятия с учениками до учреждения новых училищ на месте иезуитских школ. Но в процессе люстрации члены раздавательной комиссии проявили себя в высшей мере недобросовестно, воспользовавшись своим положением что бы нагреть руки. Сейм 1776 года обратил внимание на бессовестное расхищение общественного достояния, допущенное раздавательными комиссиями, и желая по возможности спасти эдукационное имущество, ликвидировал раздавательные и судебные комиссии и представил все управление и распоряжение иезуитскими имениями и капиталами одной эдукационной комиссии, которая должна была давать отчет только одному Сейму. Эта комиссия находилась в Варшаве и состояла из 8 членов: виленского епископа Масальского, полоцкого епископа князя Понятонского, гнензенского воеводы Сулковскаго, литовского подканцлера Хрептовича, литовского писаря Игнатия Потоцкаго, генерала подольских земель князя Адама Чарторыйского, ордината Андрей Замойского и старосты копаницкого Понинскаго.
На первых этапах устройства системы училищ эдукационная комиссия столкнулась с проблемой отсутствия подготовленных учительских кадров. В результате, первоначально в светских училищах, учрежденных эдукационной комиссией, преподавали почти исключительно лица духовного звания. Для решения этой проблемы были учреждены при главных школах в Вильне и в Кракове особенные учительские институты для подготовки учителей окружных и подокружных школ. Для подготовки учителей приходских училищ были учреждены учительские семинарии в Кельцах и Ловиче.
Вся Речь посполитая в учебном плане была разделена на 9 округов (Wydzialy), из которых 4 приходилась на ВКЛ, а именно: Литовский, Новогрудский, Жмудский и Подлясский. Независимо от главной школы или Виленской академии, в каждом округе была учреждена одна высшая школа (Szkoly wydzialowe) с гимназическим курсом и несколько под-окружных школ (Szkoly podwydzialowe). Высшие школы были учреждены в Гродно, Новогрудке, Брест-Литовске и Крожах; низшие школы в Вильне, Волковыске, Белостоке, Вишневе, Поставах, Лиде, Меречь, Щучин-Литовском, Минске, Холопеничах, Несвиже, Слуцке, Бобруйске, Березвече, Лужках, Пинске, Белой, Домбровице, Любешове, Жировицах, Ковне, Кретинге, Поневеже, Россиенах и Вилкомире.
Учредив школы, эдукационная комиссия приступила к составлению общего устава для польских и литовских школ (Ustawy kommisari edukacji narodowej dla stanu akademiekiego i na szkoly w krajuch Rzeczy pospolitej przepianene). Проект этого устава, в составлении которого наибольшее участие принимали Колонтай и Пирамович, был написан в 1781 году, разослан во все школы и на основании полученных от них замечаний исправлен, окончательно утвержден и введен в действие в мае 1873 года. Данный Устав был прорывным в свое время. Многие положения этого устава эдукационной коммисии перешли в Устав императорского Виленского университета и училищ его округа, изданный 18 мая 1803 года, и отуда вошли в уставы университетов и училищ Российской империи 1804 года.
Для обеспечения учебниками и руководствами, по предложению члена комиссии Игнатия Потоцкого, учреждено было общество элементарных книг (Towarzystwo elementarne). К числу членов общества принадлежали лучшие польские ученые того времени: Пирамович, Выбицкий, Гуго Колонтай, Ян Снядецкий, Онуфрий Копчинский и др. Общество немедленно объявило конкурсы на составление руководств и учебников и обещало за лучшие очень солидные денежные награды. На конкурс было предоставлено много сочинений весьма хорошего качества особенно по математике, физике и естественной истории.

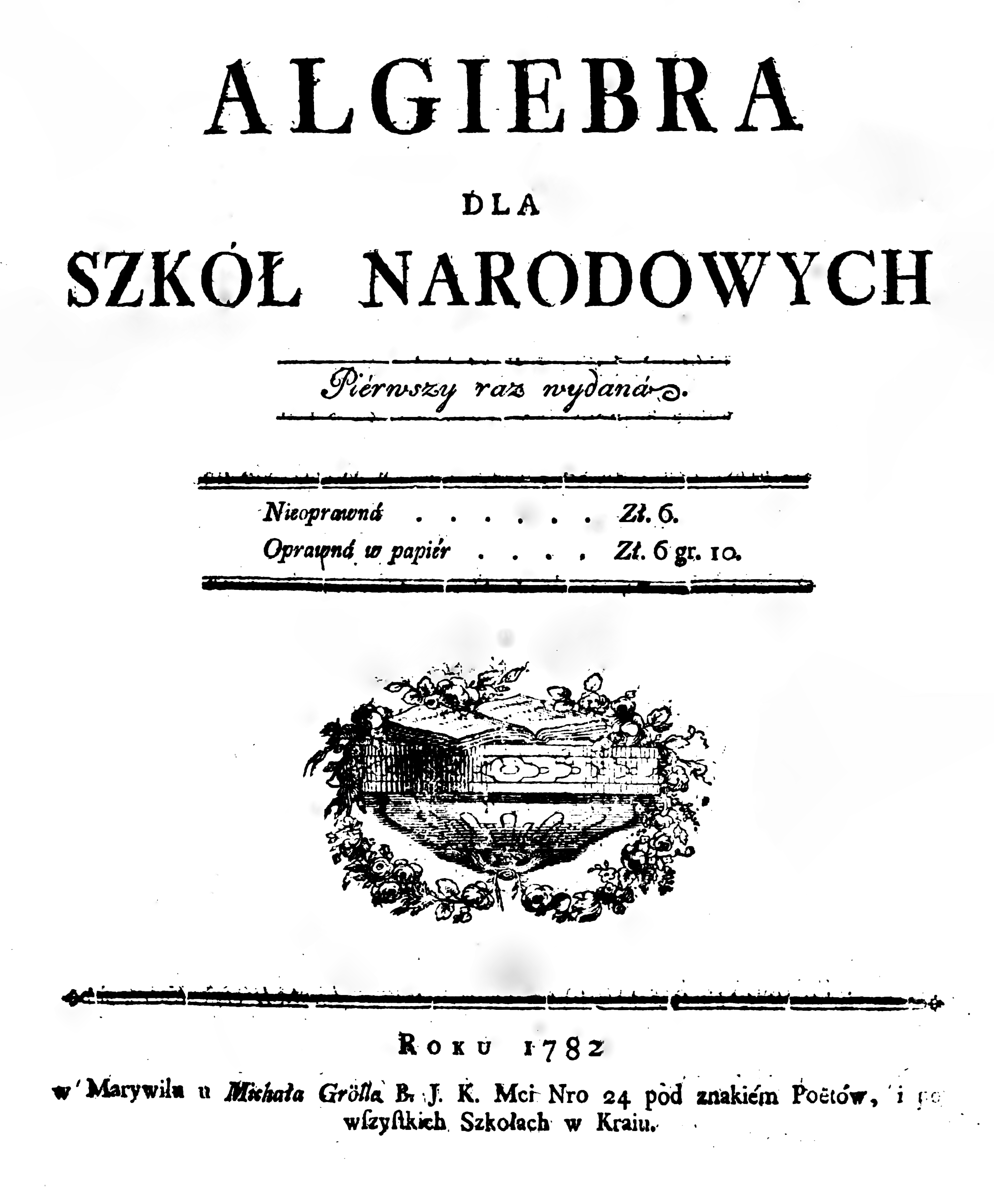
Algiebra dla szkół narodowych, (1782).
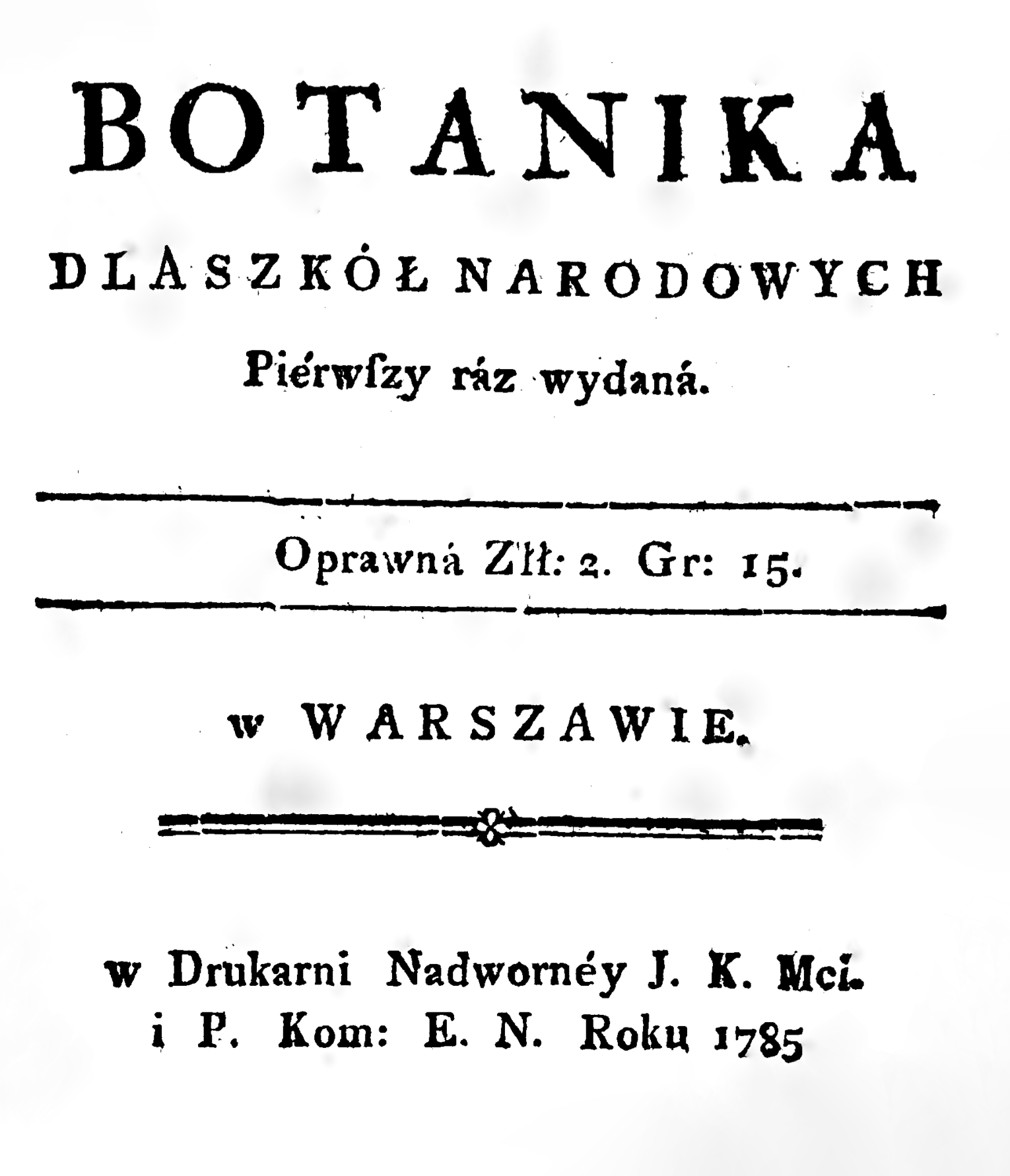
Krzysztof Kluk, Botanika dla szkół narodowych, (1785).
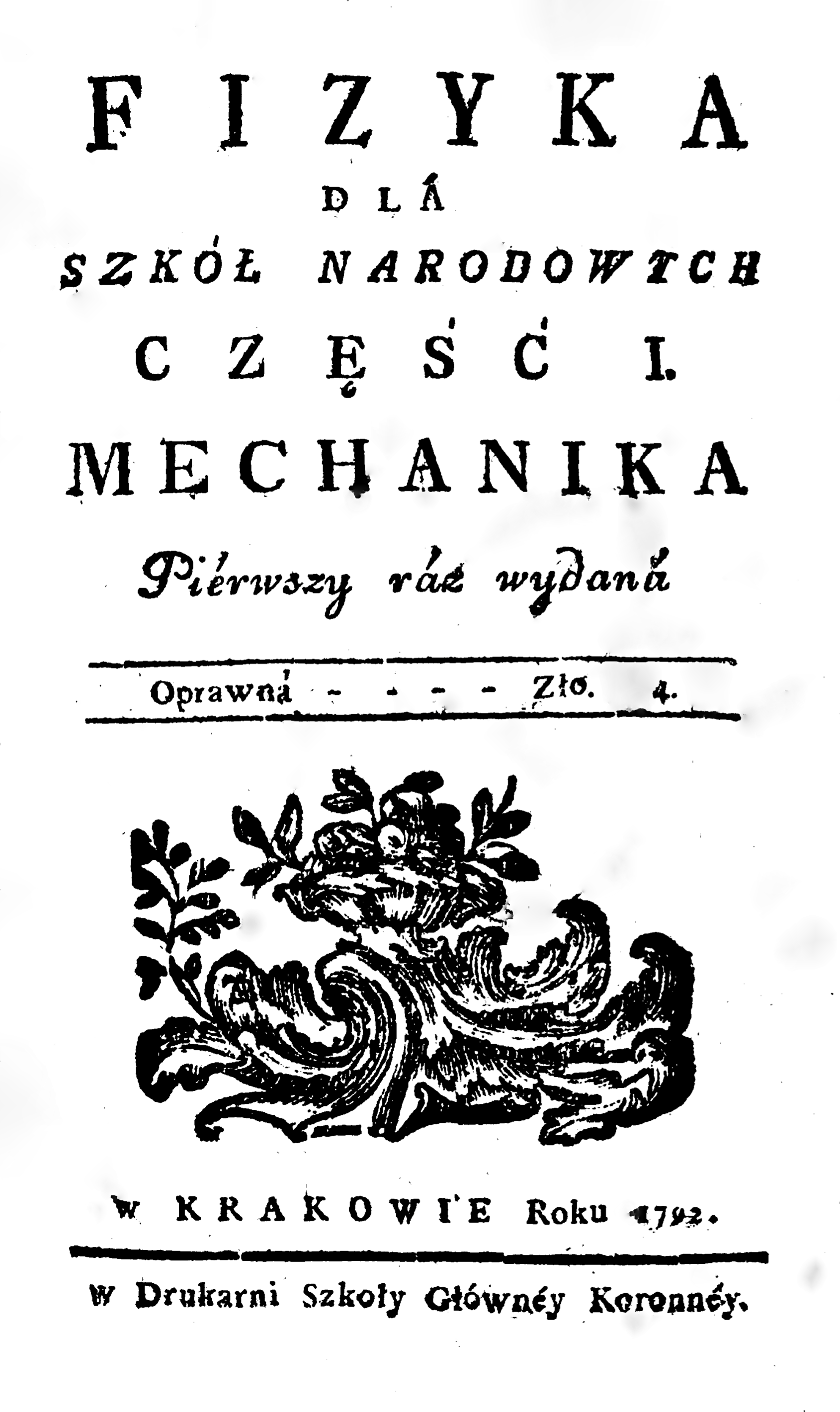
Michał Jan Hube, Fizyka dla szkół narodowych (1792).
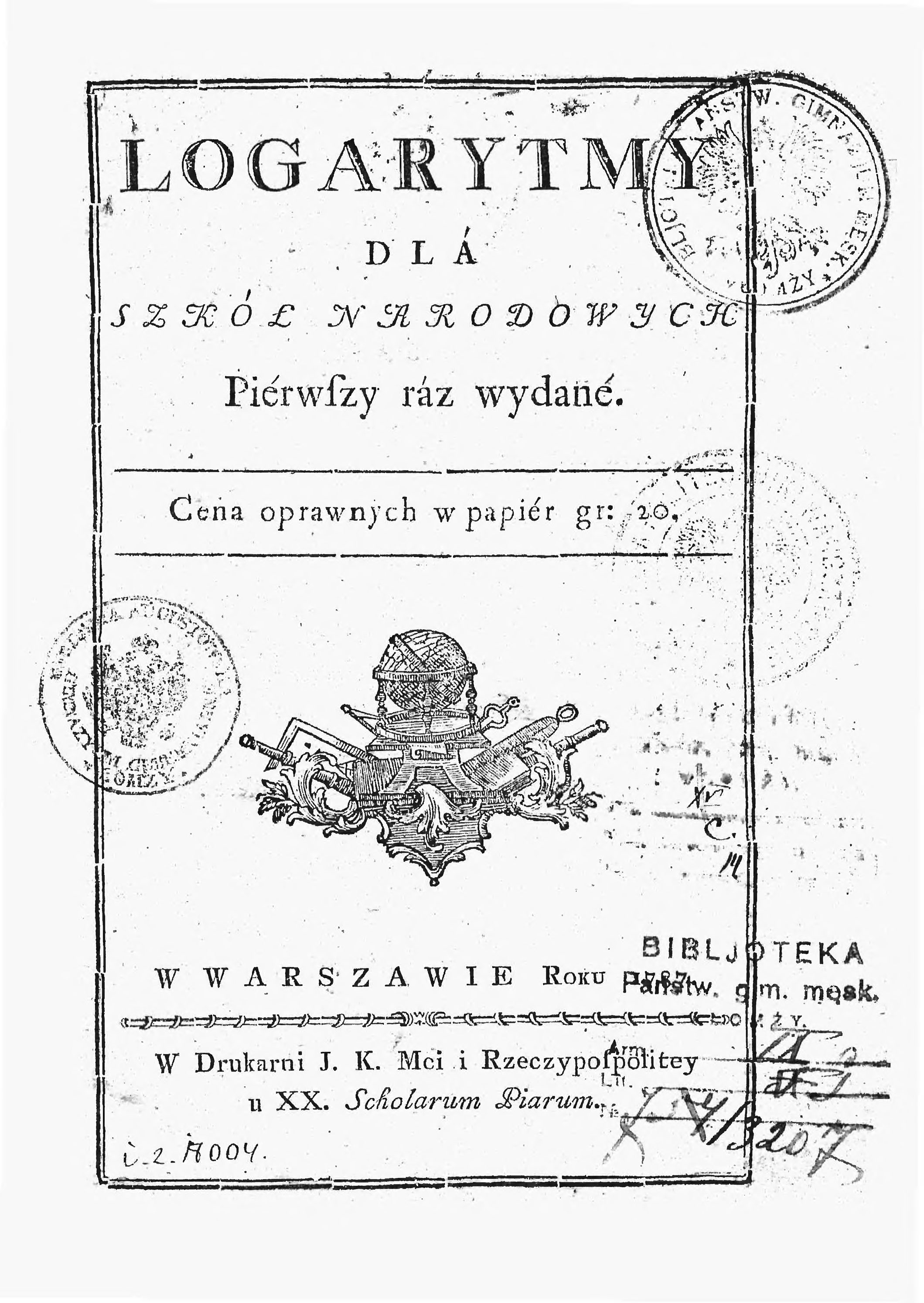
Logarytmy-dla-szkol-narodowych
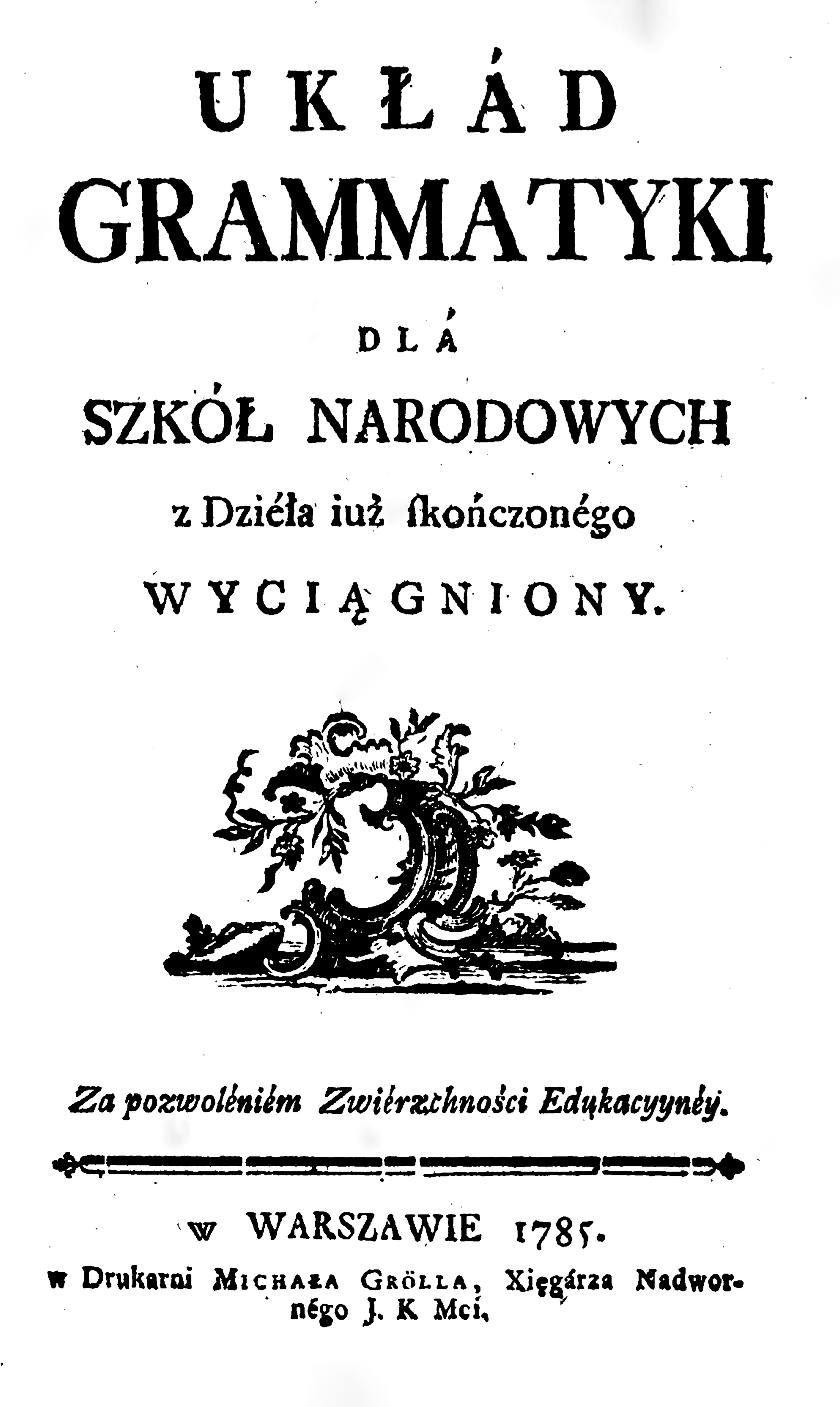
Onufry Kopczyński, Uklad Grammatyki dla szkół narodowych, (1785).
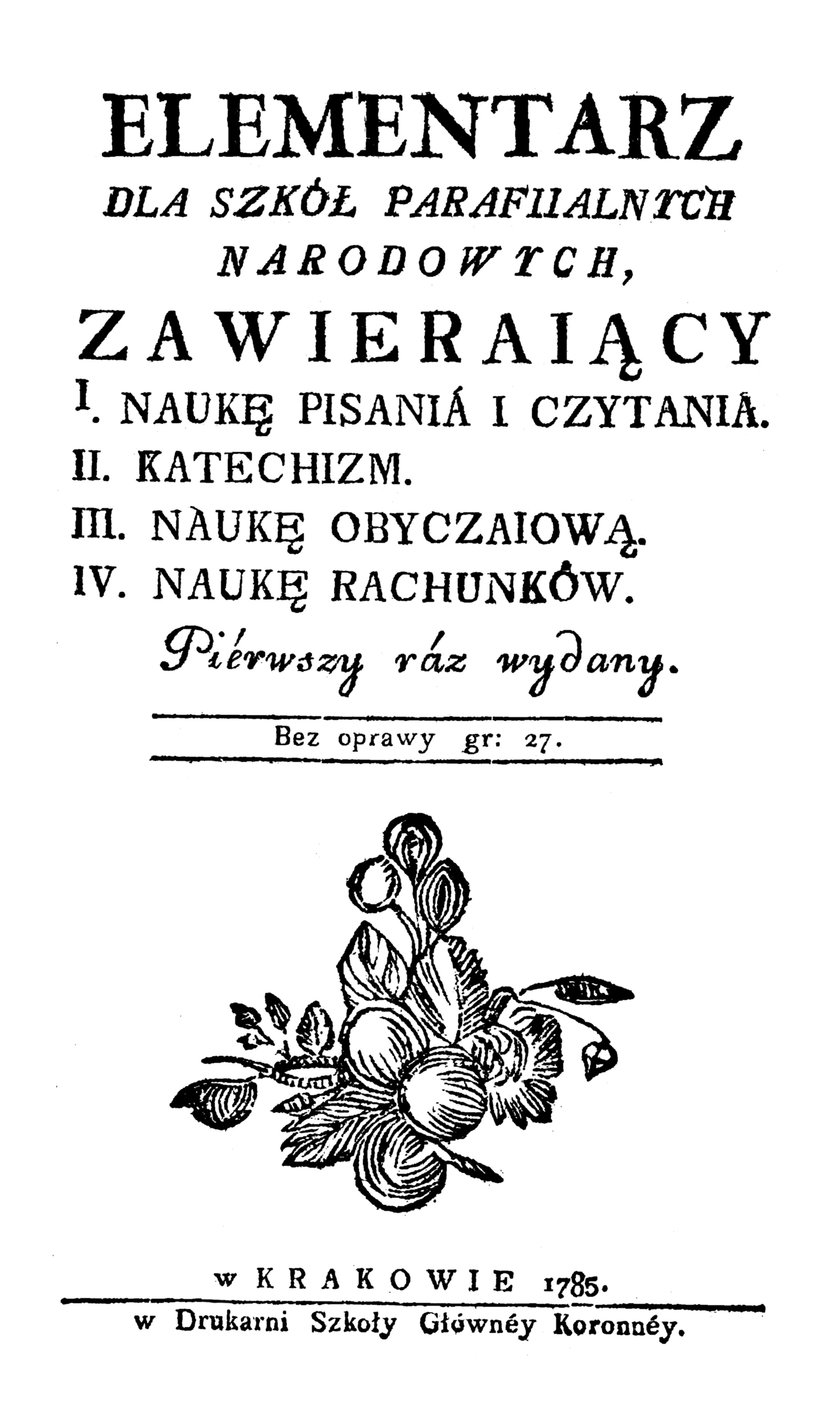
Elementarz dla szkół parafialnych, (1785).
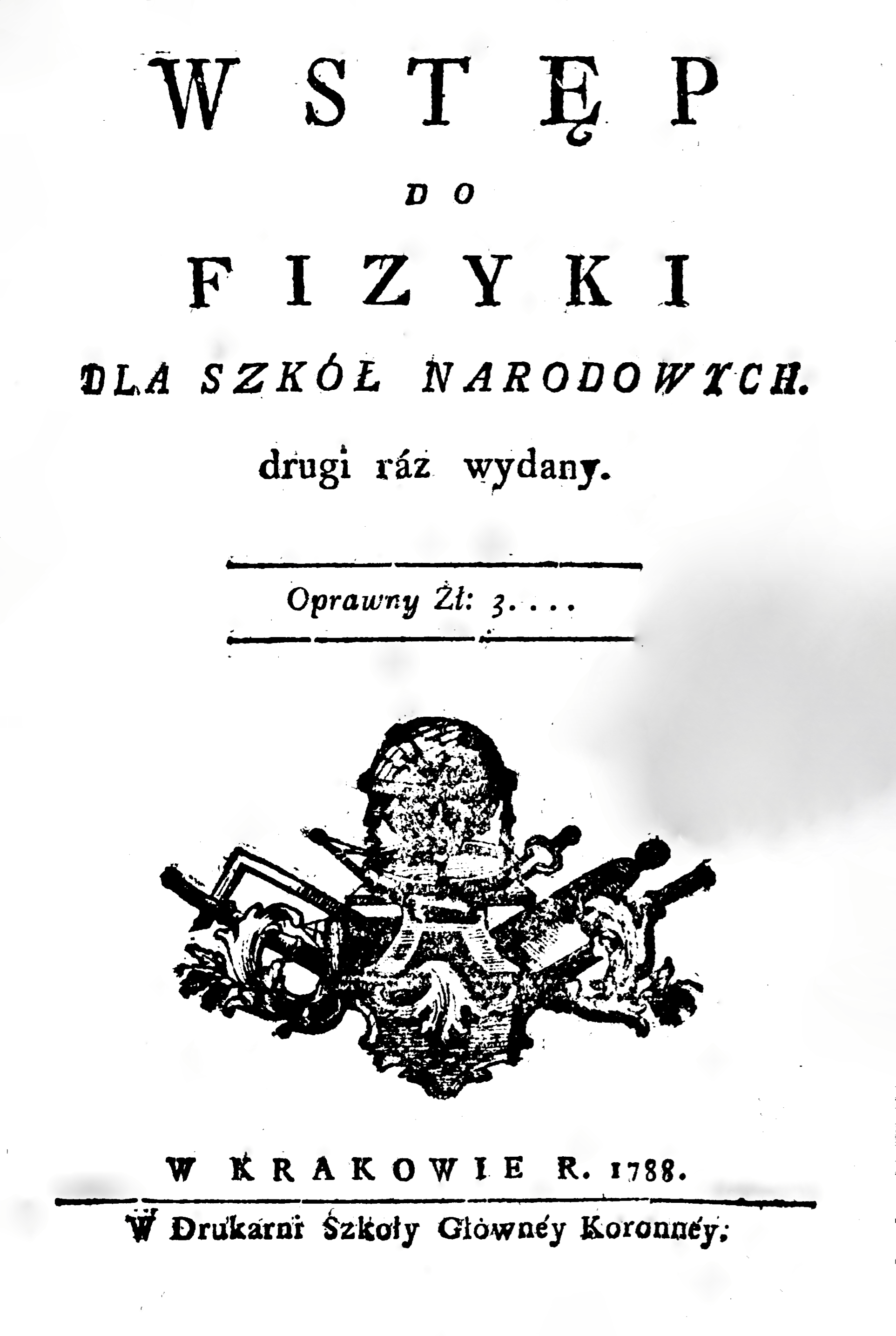
Wstęp do fizyki dla szkół narodowych, (1788).
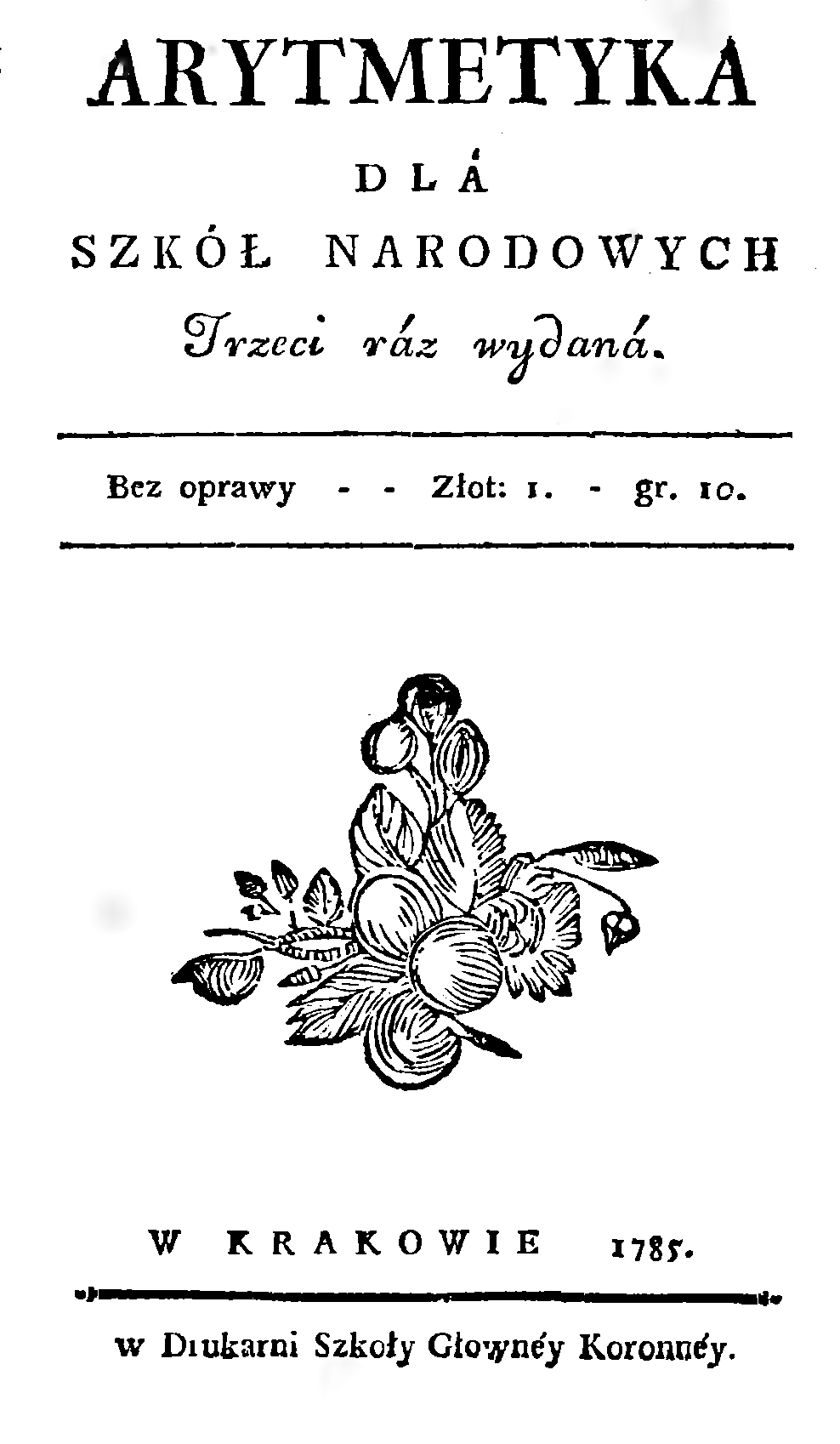
Arytmetyka dla szkół narodowych, (1785).

Для осуществления всех начинаний эдукационной комиссии требовалось продолжительное время, но последующие разделы Речи Посполитой положили конец не только эдукационной комиссии но и всего государства.

### Российская империя
В конце XVIII века белорусские земли вошли в состав Российской империи в результате раздела Речи Посполитой.
Ректор Виленской академии Почобут отправился в Гродно, где тогда находился правитель новоприобритенных земель князь Репин и представил ему устав эдукационной комиссии во французском переводе и записку, в которой доказывал необходимость оставить без изменений прежнее устройство Виленской академии и других учебных заведений. Вследствие этих представлений и личного объяснения Почобута, русское правительство в 1797 году не только утвердило Виленскую академию со всеми её привилегиями и доходами, но ещё увеличило число её кафедр. Устав академии был немного изменён: должность председателя коллегий или деканов упразднена и все управление академией сосредоточено в руках одного ректора. Для надзора за академией и всеми учебными заведениями учреждена была особенная комиссия из 12 членов, в которой по очереди председательствовали епископы Виленский и Жмудский; главное же наблюдение за делами народного образования вверено литовскому генерал-губернатору. Кассы прежней эдукационной комиссии были уничтожены и академия, как и другие школы, получали необходимые им суммы из казначейства по ассигновкам гражданского губернатора.
Указом 24 января 1803 года установлено разделение России на учебные округа; к виленскому учебному округу приписаны были следующие губернии: Виленская, Гродненская, Минская, Витебская, Могилевская, Киевская, Волынская и Подольская.
В XIX веке в Российской империи была создана единая система государственных учебных заведений, состоящая из 4 типов учебных заведений: приходские, уездные, губернские или гимназии и университеты.
Одной из первых гимназий на территории нынешней Беларуси является Слуцкая гимназия. На территории нынешней Беларуси также стали появляться гимназии, схожие со средними школами России. Российское правительство всячески старалось русифицировать образование, пресекая преподавание в школах на белорусском и польском языках.
После восстаний 1830—1831 и 1863—1864 годов польский язык в преподавании был запрещён и заменён русским, обучению за границей ставились преграды. Был закрыт знаменитый Виленский университет, а также Полоцкая иезуитская академия. Ходатайства местного дворянства об образовании в белорусских губерниях национального университета отклонялись.

### Белорусская Советская Социалистическая Республика
В ходе многочисленных, отчасти непоследовательных реформ образования в БССР сложилась основа системы высшего образования, которая существует и сегодня. Именно в этот период было создано большинство наиболее известных на сегодняшний день вузов:
- Белорусский государственный университет,
- Белорусский национальный технический университет,
- Белорусский государственный экономический университет,
- Белорусский государственный медицинский университет,
- Белорусский государственный педагогический университет,
- Белорусская сельскохозяйственная академия и другие.

После присоединения Западной Беларуси к БССР в 1939 году начался процесс создания вузов на территории западных областей (до этого в Западной Беларуси не было ни одного вуза) — первоначально там открывались учительские институты. В 1940/41 учебном году в БССР было 25 вузов, 21 538 студентов и 927 преподавателей всех степеней.
После Великой Отечественной войны и восстановления нормальной работы существовавших ранее вузов стала наблюдаться направленность к увеличению числа технических вузов и к увеличению приёма в них, что было вызвано потребностями экономики БССР в квалифицированных кадрах для промышленности. В конце 40-х — начале 50-х также создавались специализированные гуманитарные вузы, а учительские институты (прежде всего в западных областях БССР преобразовывались в педагогические институты). Отчасти благодаря этому, а также благодаря развитию заочного образования, к 1958 году БССР превзошла западноевропейские страны по количеству студентов на 10 000 человек. В 1958/59 учебном году в 25 вузах БССР насчитывалось 55,7 тыс. студентов и свыше 3 тысяч человек профессорско-преподавательского состава.
В конце 50-х — начале 60-х годов в образовании в БССР наблюдается направленность к увеличению внимания к фундаментальной науке. Значительно увеличивается приём в аспирантуру, перед учёными ставятся наиболее перспективные научные задачи и отсекаются неперспективные. В результате, Белорусский государственный университет вскоре включается в число 25 ведущих учреждений СССР по развития науки. Увеличивается и приём студентов на наиболее перспективные специальности (например, за 1958—1965 количество студентов на химическом факультете БГУ увеличилось с 300 до 1000, что было обусловлено, в частности, значительным развитием химической промышленности БССР в годы семилетки). Для обеспечения развивающейся радиоэлектронной промышленности квалифицированными кадрами в 1964 году был открыт Минский государственный радиотехнический институт (сегодня — Белорусский государственный университет информатики и радиоэлектроники). В 1969 году Гомельский государственный педагогический институт был преобразован в Гомельский государственный университет и стал, таким образом, вторым университетом в БССР. В 1978 году Гродненский государственный педагогический институт был преобразован в Гродненский государственный университет.

### 1990-е
29 января 1991 года в целях повышения эффективности подготовки, переподготовки и повышения квалификации кадров органов государственного управления, руководителей и специалистов народного хозяйства для работы в условиях рыночной экономики Совет Министров БССР постановил образовать на базе упраздняемого Межотраслевого института повышения квалификации и переподготовки руководящих кадров при Белорусском государственном институте народного хозяйства им. В. В. Куйбышева Академию управления при Совете Министров БССР (сегодня — Академия управления при Президенте Республики Беларусь), которой в 1995 году присвоен статус президентской.
В 90-х многие институты получили статус университетов. Кроме того, появились негосударственные вузы. В 1992 году в Минске был основан Европейский гуманитарный университет. В 2004 году он был вынужден прекратить работу в республике и с 2005 года действует в Литве.

### Реформа 2008 года
Поводом для реформы стала критика президентом Республики Беларусь Александра Лукашенко 12-летнего обучения в средней школе на совещании, которое прошло 17 апреля 2008 года. Критика президента основывалась на негативном восприятии общественностью проведением преобразований, а также на сложившимся мнении практикующих педагогов в школе. 
Результатом совещания стало приостановление проведения реформы и возврат к 11-летнему обучению в школе. 17 июля 2008 года был издан декрет Президента № 15 «Об отдельных вопросах общего среднего образования», который законодательно закреплял завершение реформы образования и переход к 11-летнему обучению.
С 1 сентября 2008 года система среднего образования вернулась к 11-летнему обучению. Помимо этого в общеобразовательных школах были закрыты классы профильного обучения, а также классы с углубленным изучением предметов. В значительной степени после реформы стали сокращаться УПК (учебно-производственные комбинаты). Не все изменения принятые по итогам были восприняты с положительной оценкой. Так, во всех общеобразовательных школах был введён единый типовой учебный план, который стал составляться Министерством образования Республики Беларусь, ранее составлением типовых учебных планов могли заниматься сами учреждения образования. Тем самым, все учебные программы были перестроены на то, чтобы учебные предметы в школе стали изучаться на «базовом» уровне, а «повышенный» уровень изучения учебных предметов заключался в создании факультативных занятий.

### 2010
В системе среднего образования Беларуси с 1-го по 11-й классы в 2010 году вводится учебная программа факультативных занятий «Основы православной культуры. Православные святыни восточных славян» 2 декабря 2010 года на сессии Палаты представителей Национального собрания принят проект Кодекса Республики Беларусь об образовании В 2010 году был создан Институт пограничной службы Республики Беларусь. На бюджетную форму обучения в вузы было подано почти на шесть тысяч заявлений меньше, чем в 2009 (среди них — 60 % студентов белорусских вузов — заочники). Студентами вузов стали 71,5 % (примерно 10 тыс. минчан-абитуриентов), из поступивших 82 % выбрали государственные вузы.

### 2011
В нормативные документы, регламентирующие поступление в высшие и средние специальные учебные заведения Беларуси, будут вноситься изменения и дополнения. Планируется подписание специального указа президента РБ. В 2011 году приём будут осуществлять 55 высших учебных заведений (45 государственной формы собственности, 10 — частной). 6 июня 2011 года Министерство образования закрыло «Женский институт Энвила». На сентябрь 2011 года: учреждений общего среднего образования — 3,4 тыс. (920 тыс. школьников, в первых классах — около 87 тыс. человек), ПТУ — 217 (обучается — 106 тыс. человек), ссузов (уровень среднего специального образования) — 213 (по плану — 56 тыс. человек), вузов (уровень высшего образования) — 45 государственных вузов (в подчинении 12 министерств и ведомств) и 10 частных (по плану — 89,7 тыс. человек).

### 2013
С 2013/14 учебного года планируется перевести студентов более 230 специальностей вузов на четырёхлетнюю программу обучения.

### 2015
14 мая 2015 г. в Ереване на Конференции министров образования стран ЕПВО и форуме по Болонской политике было объявлено о присоединении Беларуси к Болонскому процессу и вступлении её в Европейское пространство высшего образования.
Принята дорожная карта реформирования системы высшего образования, рассчитанная на 3 года. Республика Беларусь должна поэтапно сблизиться с ЕПВО: перейти с двухступенчатого на трехступенчатое обучение (бакалавриат — магистратура — докторантура), внедрить систему переводных зачетных единиц (кредитов) для измерения учебной нагрузки и начать выдачу бесплатного европейского приложения к дипломам. Все эти новшества должны облегчить учащимся перевод в другие вузы и обеспечить признание результатов обучения в белорусских университетах за рубежом.

### 2019
28 июня 2019 года Палата представителей Национального собрания Республики Беларусь приняла закон о предоставлении только одной отсрочки от срочной воинской службы для получения образования. После вступления закона в силу выпускники вузов, признанные годными к срочной службе, не смогут закончить обучение в магистратуре и аспирантуре; выпускники колледжей должны будут отслужить перед поступлением в университет. Прохождение службы в резерве будет допускаться в исключительных случаях по ходатайству военкоматов.

### 2021

#### Предстоящая реформа образования
29 июля 2021 года на согласовании назначения новых руководителей учреждений высшего образования Александр Лукашенко поставил задачу по очередному реформированию системы образования.
Были подняты вопросы касательно системы вступительных испытаний в вузы (система централизованного тестирования), организации учебного процесса, трудоустройства выпускников учреждений высшего образования, а также вопросы заключения договоров с теми, кто поступает на платное и бесплатное обучение.
29 октября 2021 года Президент Республики Беларусь Александр Лукашенко во время посещения Добрушской бумажной фабрики подтвердил изменения в системе выпускных экзаменов и вступительных испытаний у 11-х классов. Так, было заявлено, что объединение выпускных экзаменов и вступительных испытаний предусматривается введением нового единого экзамена — Централизованного Экзамена (ЦЭ). Проект данного нововведения был позже закреплён в новой редакции Кодекса об образовании Республики Беларусь.

##### Нововведения
С 1 сентября 2021 года в школах появился факультатив по духовно-нравственному воспитанию и патриотизму. Добровольный курс основывается на христианских ценностях и рассчитан на учеников 5—6-х классов. Также, в школах введена должность «Руководитель по военно-патриотическому воспитанию».

### 2022 год
27 января 2022 года Президентом Республики Беларусь Александром Лукашенко был подписан Указ № 23 «О правилах приема лиц для получения высшего и среднего специального образования», где выполнение указа прописано поэтапным образом.
На первом этапе, с 2022 года предусматривается предоставление льгот при поступлении в учреждения высшего образования выпускникам классов спортивно-педагогической и военно-патриотической направленности, детям военнослужащих, детям сотрудников органов внутренних дел, погибших (умерших) или ставших инвалидами при исполнении служебных обязанностей, лицам, сдавшим Единый государственный экзамен в России (при поступлении на платную форму обучения).
На втором этапе, с 2023 года предусматривается увеличение количества бюджетных мест для тех, кто планирует поступать в учреждения высшего образования по принципу целевой подготовки. Так например планируется, что на сельскохозяйственные специальности будет расширен набор мест по принципу целевой подготовки до 70 % от контрольных цифр приёма, на специальности, связанные с медициной до 60 % от контрольных цифр приёма, а на другие специальности до 40 % от контрольных цифр приёма.
Помимо этого расширяется круг лиц, которые могут воспользоваться льготами при поступлении в высшие учебные заведения. Теперь такой льготой могут воспользоваться победители университетских олимпиад, отдельные участники заключительного этапа республиканской олимпиады, лица, прошедшие обучение в Национальном детском технопарке.
Изменения касаются и вступительных испытаний. В частности, вводятся дополнительные вступительные испытания для поступающих на специальности, требующие управленческих и практических навыков, необходимость наличия трудового стажа для получения заочной и вечерней формы образования.

#### Изменения Республиканского института контроля знаний в системе Централизованного тестирования
В течение 2021/2022 учебного года РИКЗ анонсировал ряд изменений, которые будут у выпускников на очередном централизованном тестировании.
Изменения коснулись увеличения количества времени на прохождение централизованного тестирования по математике и физике со 180 минут до 210 минут.
Республиканский институт контроля знаний поделился на своём сайте материалами для подготовки к централизованному тестированию. Материалы представляют собой открытый банк тестовых заданий, где представлены материалы по русскому, белорусскому языку и математике с заданиями, которые встречаются на ЦТ. В виде заданий представлены различные тестовые задания за предыдущие годы.

#### Новая редакция Кодекса об образовании Республики Беларусь
31 января 2022 года была утверждена новая редакция Кодекса об образовании Республики Беларусь.
Были внесены изменения в Кодекс об образовании. Некоторые из новшеств:
- Введение новой формы аттестации учащихся 11-х классов в виде Централизованного экзамена (ЦЭ). Данное нововведение касается учащихся с 2022/2023 учебного года.
- Сокращены и оптимизированы существующие виды учреждений образования. Например, в дошкольном секторе вместо нынешних шести остаются три вида: детский сад, санаторный детский сад и дошкольный центр развития ребёнка. Исчезнут профтехучилища, а профессиональные лицеи и профессионально-технические колледжи изменят тип и вид и станут колледжами. Из вузов останутся институт, академия (консерватория) и университет.
- Местным исполнительным и распорядительным органам и иным учредителям переданы полномочия по установлению или изменению норм наполняемости групп и классов.
- Коммерческие организации, осуществляющие образовательную деятельность, смогут получить статус бизнес-школы.
- Появился новый вид дополнительного образования — одаренных детей и молодежи на базе Национального детского технопарка.
- Вводится конкурсный отбор в 10-е классы гимназий
- В вузах появится самостоятельная форма получения образования — дистанционная.
- Увеличение мест на бюджетную (очную) форму получения образования в высших учебных заведениях по принципу целевой подготовки. На разные группы специальностей процент на подготовку кадров целевой подготовки может быть разный (до 70 % от контрольных цифр плана приёма на бюджетную форму получения образования)
- Расширение возможностей для заказа кадра по принципу целевой подготовки. Теперь заказчиком кадра может выступить предприятие, заинтересованное в востребованном специалисте, или иное учреждение (Министерство здравоохранения Республики Беларусь, Министерство образования Республики Беларусь и др.). Ранее заказ на целевую подготовку могло осуществлять предприятие (организация), где населённый пункт имел население до 20-тысяч жителей или находился в загрязнённой зоне, то теперь это ограничение было снято в связи с новой редакцией Кодекса об образовании.
- Введение конкурса среднего балла аттестата для поступающих в ССУЗы (средне специальные учебные заведения).
- Введение специального высшего образования (для отдельных технических и медицинских специальностей).

Кроме того, Министерство образования разработало ряд дополнений к образовательной деятельности, которые появятся с 1 сентября 2022 года:
- «Золотые правила» педагога
- Мобильные телефоны ребятам придется оставлять в специально оборудованных местах, пользоваться смартфонами разрешат только в учебных целях, например, для считывания QR-кодов
- Предусмотрено увеличение количества часов на изучение белорусского и русского языков в 10-м и 11-м классах на базовом уровне; в школы вернут допрофильную подготовку для учащихся 8-х и 9-х классов
- Прорабатывают введение с 1 сентября наступающего учебного года единых элементов одежды учеников для конкретного учебного заведения (на обязательном уровне возможно с 2023 года)
- Подготовлен приказ, который предусматривает проведение на постоянной основе торжественных линеек с обязательным прослушиванием государственного гимна, поднятием (выносом) государственного флага в дни государственных праздников и праздничные дни Беларуси
- «Тематические субботы по блокам» в шестой школьный день.
- Вводится факультатив по психологической самопомощи для учеников 8-11 классов

### 2023 год
- Изменения, закрепленные в Кодексе об образовании, подразумевают отмену внутренних школьных экзаменов (включали в себя четыре дисциплины: язык, математика, история и английский) и вступительных испытаний в формате Централизованного тестирования. Вместо них вводится обязательный ЦЭ (централизованный экзамен), включающий в себя два предмета: язык (русский или белорусский по выбору) и предмет по выбору (ранее говорилось об обязательной сдаче математики). Работы сдаются в письменной форме. Для того, чтобы поступить в университет, необходимо иметь сертификаты о сдаче трех предметов (два предмета ЦЭ и один предмет ЦТ). При поступлении в колледж будут смотреть средний балл аттестата[источник не указан 19 дней].
- Набранные на ЦЭ баллы будут переводить в 10-балльную. Далее на основе годовой и экзаменационной отметок по среднему арифметическому принципу будет выводиться итоговая отметка, которая и пойдет в аттестат выпускника[источник не указан 19 дней].
- В марте 2023 года было объявлено, что 27 апреля школьники 11-х классов напишут республиканскую контрольную работу по предмету «История Беларуси». Работа включает задания на соответствие, работу с картами и текстом, тестовые задания[источник не указан 19 дней].
- Ученики 9-х классов сдают следующие экзамены: изложение (белорусский или русский язык), контрольная работа (математика) и устный ответ по билетам (история)[источник не указан 19 дней].
- С 1 сентября вводится второй элемент школьной формы (первый был введен в 2022 году)[источник не указан 19 дней].
- Вводятся факультативные занятия социокультурной направленности: «Святыні роднага краю» для учеников 9-10 классов и «Духоўная спадчына Беларусі» для учеников 6-х классов
- Расширяется сеть профильных классов (инженерные, агроклассы, таможенные, медицинские) и факультативных занятий («Здоровое питание», «Финансовая грамотность») в общеобразовательных учреждениях[источник не указан 19 дней].
- В школах началась реализация инициативы «Климатическая шкатулка», созданная для продвижения целей устойчивого развития и борьбы с изменением климата.

### 2024 год
- Начиная с весны, изменения затронули высшие учебные заведения: были закрыты ряд программ подготовки и сокращено количество платных мест в университетах
- Расширяется перечень факультативных занятий в школах (информационная безопасность, предпринимательство, здоровый образ жизни, журналистика)
- Для 8-ых и 9-ых классов вводится факультатив «Основы духовно-нравственной культуры и патриотизма»
- Единый день профориентации планируют проводить в последнюю субботу каждого месяца
- Минобразования утвердило правила для родителей и учащихся
- В 10-11 классах предметы «История Беларуси» и «Всемирная история (новейшее время)» объединены в один предмет — «Историю Беларуси в контексте всемирной истории».

### 2025 год
- Вводится третий час физкультуры
- С 1 сентября школьникам запретят пользоваться смартфонами не только на уроках, но и во время перемен.
- Все учащиеся 10-х классов примут участие в военно-полевых сборах
- Начнёт работать электронная очередь для подачи документов в вузы

## Уровни образования
Образование в Республике Беларусь имеет 2 основных этапа: Дошкольное образование и Среднее образование - и один дополнительный этап: высшее образование. (Подробнее см. ниже)

### Дошкольное образование
Число учреждений дошкольного образования в Беларуси сократилось с 3879 в 2016/17 учебном году до 3799 в 2020/21 учебном году. В сельских населённых пунктах число учреждений дошкольного образования сокращается (с 1803 до 1685 за этот же период), в городах и посёлках городского типа незначительно растёт (с 2076 до 2114). В сельской местности также большой популярностью пользуются учебно-педагогические комплексы ясли-сад — школа (849, или почти половина всех учреждений дошкольного образования в сельской местности).

### Среднее образование
В 2020/2021 учебном году в Республике Беларусь действовало 3009 учреждений общего среднего образования, в том числе 2344 средних школ, 205 гимназий и гимназий-интернатов, 25 лицеев (включая специализированные) и 187 учреждений специального образования. Почти все школы государственные; в 2012/2013 учебном году в республике насчитывалось 8 частных средних школ и 2 начальных, в которых обучалось 638 учащихся, последняя частная гимназия закрылась в 2011/2012 учебном году.
| Численность учащихся в учреждениях общего среднего образования, тыс.:                                                          | Численность учащихся в учреждениях общего среднего образования, тыс.:                                                          |
| --- | --- |
| График не отображается по техническим причинам. Чтобы исправить это, воспроизведите график в новом формате, если это возможно. | График не отображается по техническим причинам. Чтобы исправить это, воспроизведите график в новом формате, если это возможно. |

| Количество классов в дневных учреждениях общего среднего образования в 2018/2019 учебном году:                                 |
| --- |
| График не отображается по техническим причинам. Чтобы исправить это, воспроизведите график в новом формате, если это возможно. |

### Языки обучения
После прихода к власти Александра Лукашенко в стране практически каждый год сокращается доля учащихся на белорусском языке: в 2005/06 — 2020/21 учебных годах она снизилась с 23,3 % до 10,2 % (с 280,2 до 107,6 тыс.), а доля учащихся на русском языке — выросла с 76,7 % до 89,7 % (с 922,9 тыс. до 949,2 тыс.). 90,6 % учеников, обучавшихся на белорусском языке, получали образование в сельских школах; 91,8 % учеников, обучавшихся на русском языке, проживали в городах. Кроме того, в 2012/13 учебном году 670 детей обучалось на польском языке и 57 — на литовском языке; к 2020/21 учебному году численность детей, обучающихся на языках, отличных от государственных, выросла до 1,2 тыс. учеников.
До 2022 года в Беларуси существовали две школы с преподаванием на литовском языке — одна в Пелесе, сегодня закрытая, и вторая в Рымдюнах, ныне белорусскоязычная. Польские школы в Гродно и Волковыске были русифицированы. 25 июля 2023 года на сайте Президента были опубликованы изменения в Закон «О языках в Республике Беларусь»: в обновлённом законе убирается пункт о праве обучаться в школе на языках национальных меньшинств. Таким образом, в школах страны разрешено преподавание только на белорусском и (или) русском.
По данным Национального статистического комитета Республики Беларусь, в 2023/24 учебном году из 1090,0 тысяч учащихся в дневных учреждениях общего среднего образования Беларуси только 93,5 тысяч (8,58 %) обучались на белорусском языке, тогда как 996,5 тысяч (91,42 %) — на русском.
По данным Национального статистического комитета Республики Беларусь, в 2024/25 учебном году из 1 080 159 учащихся в дневных учреждениях общего среднего образования Беларуси 88 885 (8,23 %) обучались на белорусском языке, тогда как 991 274 (91,77 %) — на русском.
| Доля учеников по обучению на русском и белорусском языках, %:                                                                  |
| --- |
| График не отображается по техническим причинам. Чтобы исправить это, воспроизведите график в новом формате, если это возможно. |

### Иностранные языки
В 2012/2013 учебном году иностранные языки изучало 724,7 тыс. учеников 3-11 классов. Из них изучали в качестве первого иностранного языка: английский — 569,5 тыс. (78,1 %), немецкий — 124,7 тыс. (17,1 %), французский — 25,4 тыс. (3,5 %), испанский — 4,9 тыс. (0,7 %).
В 2020/2021 учебном году иностранные языки изучало 817,6 тыс. учеников, в том числе 707,4 тыс. (86,5 %) изучали английский, 86,8 тыс. (10,6 %) — немецкий, 17,7 тыс. (2,2 %) — французский, 4,5 тыс. (0,6 %) — испанский, 1,2 тыс. (0,1 %) — китайский.

### Учителя
В 2020/2021 учебном году в школах всех типов Республики Беларусь преподавало 111,4 тыс. учителей. В средних школах преподавало 68 148 учителей (без учёта руководителей и совместителей), 94,9 % которых имело высшее образование и 4,7 % — среднее специальное образование. По основной специальности они распределяются следующим образом:
- иностранных языков — 13 197 человек;
- математики — 7289;
- белорусского языка и литературы — 6732;
- русского языка и литературы — 6635;
- физкультуры — 6549;
- истории и других общественных дисциплин — 4507;
- трудового обучения — 3963;
- физики — 3038;
- химии — 2656;
- биологии — 2590;
- музыки и пения — 2435;
- информатики — 2394;
- географии — 2361;
- изобразительного искусства — 840;
- допризывной и медицинской подготовки — 410;
- других предметов — 2552.

### Специальное образование

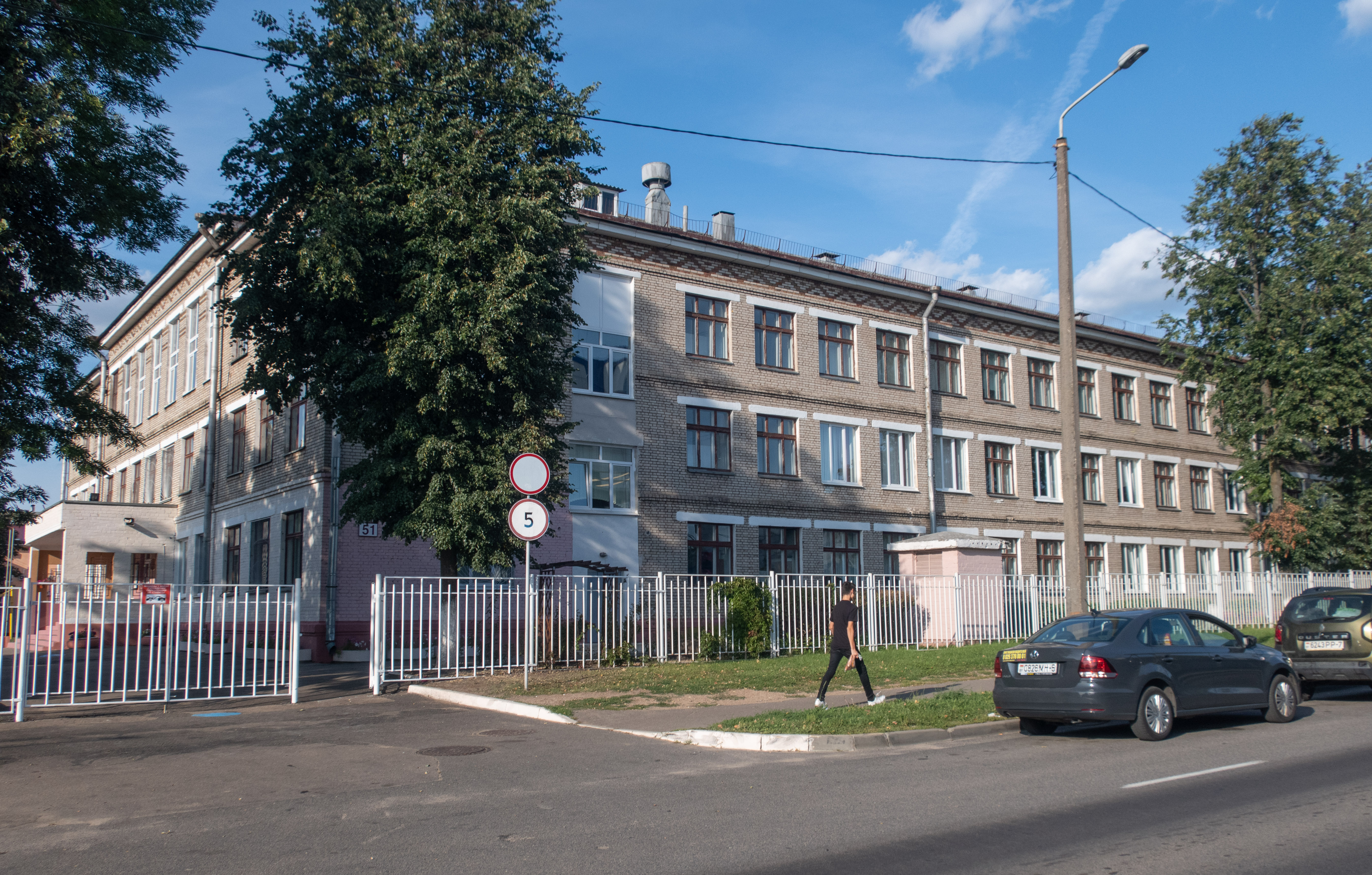
Средняя школа № 18 г. Минска для детей с тяжёлыми нарушениями речи.

В 190 учреждениях специального образования в 2017/2018 учебном году обучалось 7788 учащихся, в том числе в 25 специальных общеобразовательных школах (школах-интернатах) — 2549 детей:
- 6 школ для детей с нарушениями зрения, в которых обучалось 537 детей (Минская школа № 188, Василевичи, Гродно, Жабинка, Молодечно, Шклов);
- 10 школ для детей с нарушениями слуха, 867 учеников (Бобруйск, Витебск, Гомель, Гродно, Кобрин, Пинск, Речица, две школы в Минске и одна в Ждановичах Минского района);
- 1 школа для детей с нарушениями функций опорно-двигательного аппарата, 50 учеников (Осиповичи);
- 5 школ для детей с тяжёлыми нарушениями речи, 699 учеников (Вилейка, Минск, Мстиславль, Новогрудок, Петриков);
- 3 школы для детей с нарушениями психического развития (трудностями в обучении), 396 учеников (Могилёв, Радунь Вороновского района, Телеханы Ивацевичского района).

Помимо этих школ, в республике действует 139 центров коррекционно-развивающего обучения и реабилитации, в которых обучается 2289 детей, и 26 вспомогательных школ (школ-интернатов), в которых обучается 2950 детей.

### Профессионально-техническое образование

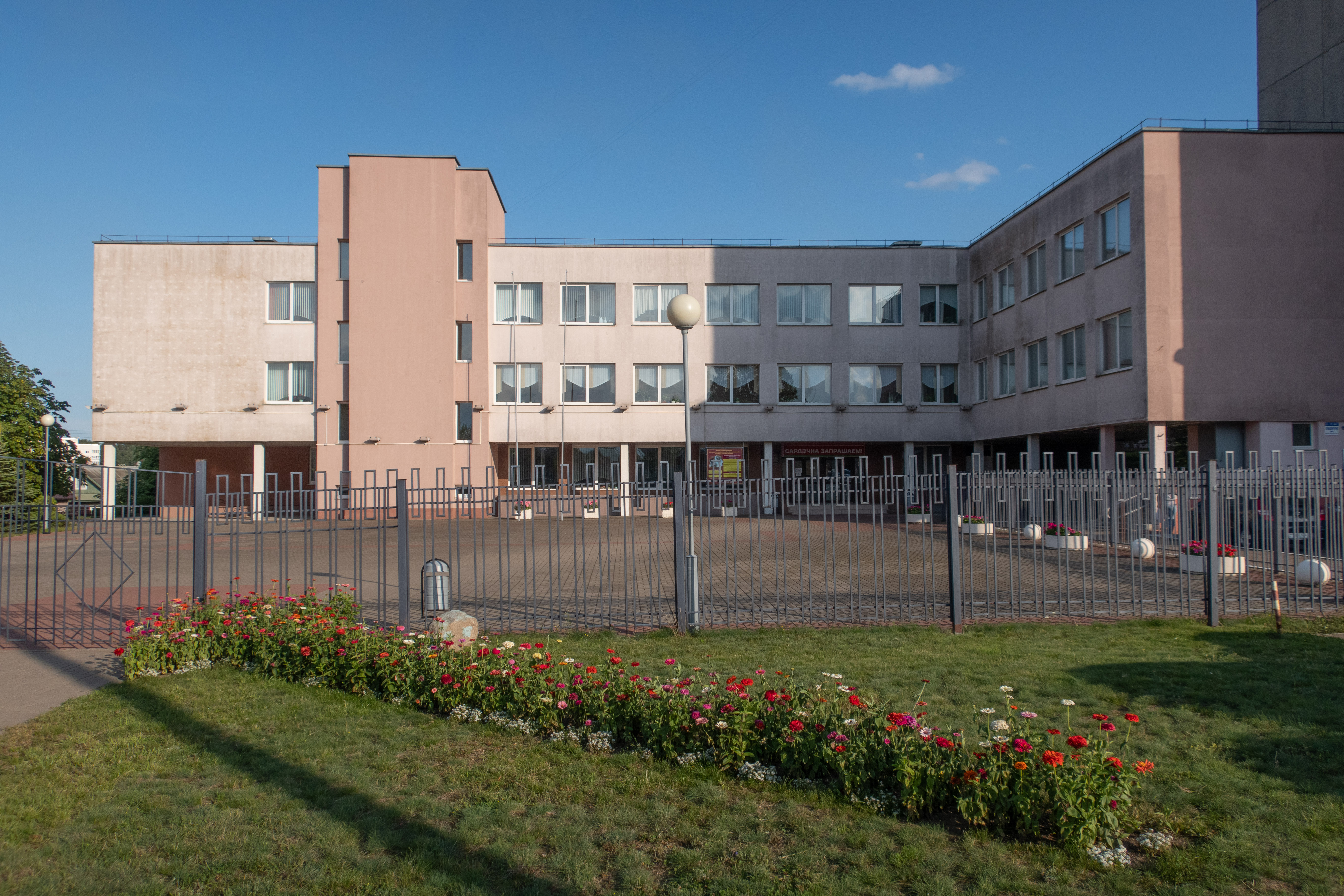
Профессиональный лицей машиностроения № 3 в Минске.

В 2020/2021 учебном году в Республике Беларусь действовало 176 учреждений профессионально-технического образования, в которых обучалось 60,8 тысяч человек и работало 7 тысяч руководящих и педагогических работников. Было принято 25,8 тысяч учащихся, выпущено 25,6 тысяч специалистов. В среднем 65-68 % учащихся учреждений профессионально-технического образования составляют юноши, 32-35 % — девушки.
В 2020/2021 учебном году учреждениями профессионально-технического образования было выпущено 24,2 тыс. квалифицированных специалистов по следующим профилям образования:
- Искусство и дизайн — 0,4 тыс. человек (1,7 %);
- Коммуникации. Право. Экономика. Управление — 2,1 тыс. человек (8,7 %);
- Техника и технологии — 12,4 тыс. человек (51,2 %);
- Архитектура и строительство — 3 тыс. человек (12,4 %);
- Сельское и лесное хозяйство. Садово-парковое строительство — 2,7 тыс. человек (11,2 %);
- Общественное питание. Бытовое обслуживание — 3,4 тыс. человек (14 %);
- Службы безопасности — 0,2 тыс. человек (0,8 %).

Кроме того, до 2014/2015 учебного года велась подготовка специалистов по профилям «Социальная защита» и «Физическая культура. Туризм и гостеприимство».
| Численность учащихся в учреждениях ПТО, тыс.:                                                                                  | Численность учащихся по регионам, тыс. (2020/21):                                                                              |
| --- | --- |
| График не отображается по техническим причинам. Чтобы исправить это, воспроизведите график в новом формате, если это возможно. | График не отображается по техническим причинам. Чтобы исправить это, воспроизведите график в новом формате, если это возможно. |

### Среднее специальное образование
В 2020/2021 учебном году в 223 средних специальных учебных заведениях обучалось 110,4 тыс. учащихся (92 тыс. на дневной форме обучения, 100 человек на вечерней, 18,3 тыс. на заочной). Было принято 37,1 тыс. выпускников средних учебных заведений, выпущено 33,4 тыс. специалистов. Учебный процесс обеспечивали 9,6 тыс. штатных преподавателей. Немногим более половины (50,2-55 %) учащихся учреждений ССО — женщины. 0,1 % учащихся получают среднее специальное образование на белорусском языке, 17,2 % на белорусском и русском языках, 82,7 % на русском языке.
| Численность учащихся в учреждениях ССО, тыс.:                                                                                  | Численность учащихся по регионам, тыс. (2020/21):                                                                              |
| --- | --- |
| График не отображается по техническим причинам. Чтобы исправить это, воспроизведите график в новом формате, если это возможно. | График не отображается по техническим причинам. Чтобы исправить это, воспроизведите график в новом формате, если это возможно. |

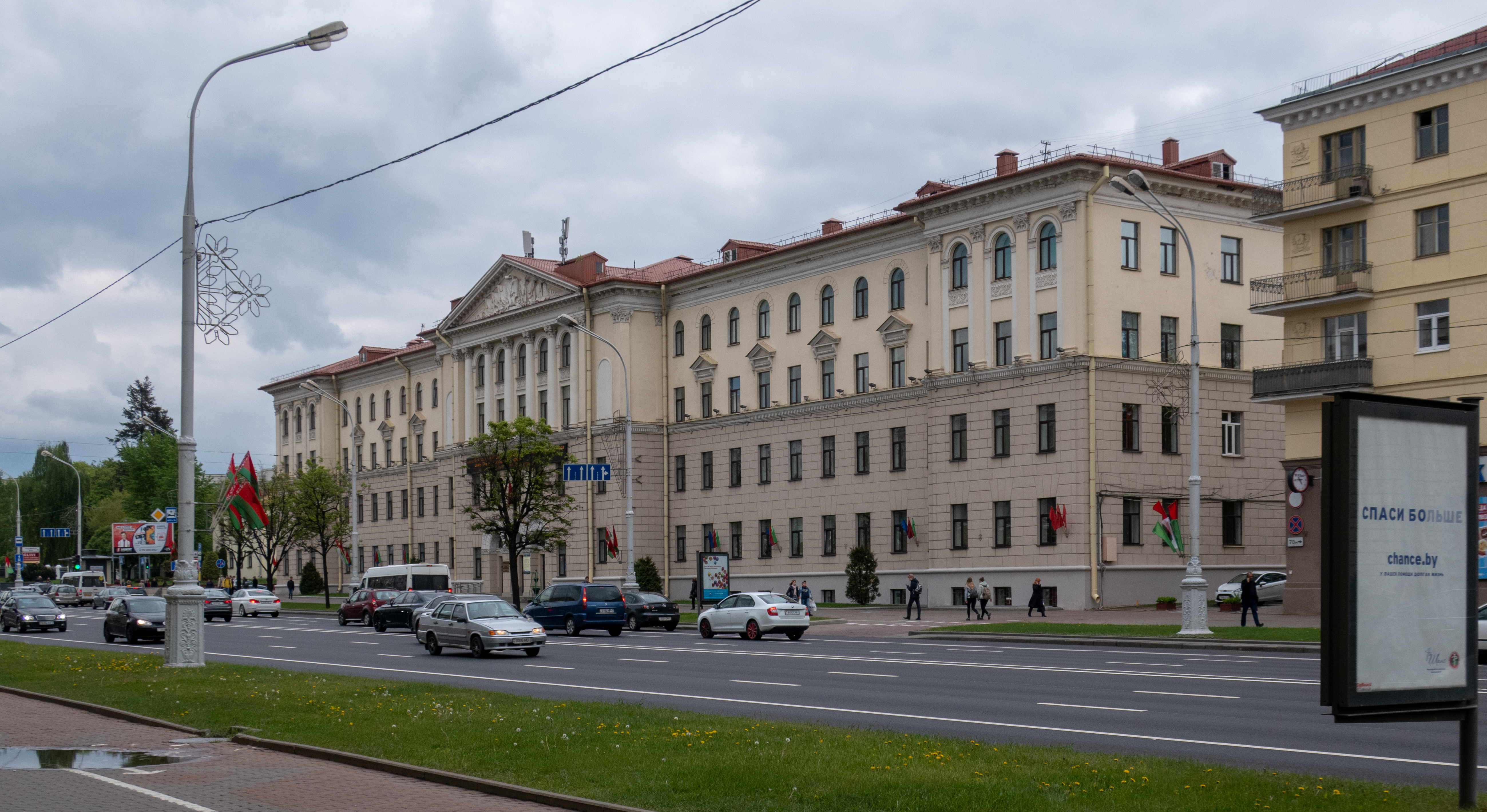
Минский радиотехнический колледж

Самые популярные профили специальностей — техника и технологии (в 2020/21 учебном году выпущено 10,1 тыс. специалистов, или 30,2 %), «Коммуникации. Право. Экономика. Управление» (7,1 тыс., или 21,3 %), здравоохранение (4,2 тыс., или 12,6 %). Было выпущено 4 тыс. специалистов в области сельского и лесного хозяйства (12 %) и 2,3 тыс. в области архитектуры и строительства (6,9 %). Меньше всего специалистов было подготовлено по профилям специальностей «Гуманитарные науки» (выпущено менее 100 человек в 2020/21 учебном году), «Службы безопасности» (около 100 человек), «Физическая культура. Туризм и гостеприимство» (около 600 выпускников), «Искусство и дизайн» (1400 выпускников), «Педагогика» (2300 выпускников).

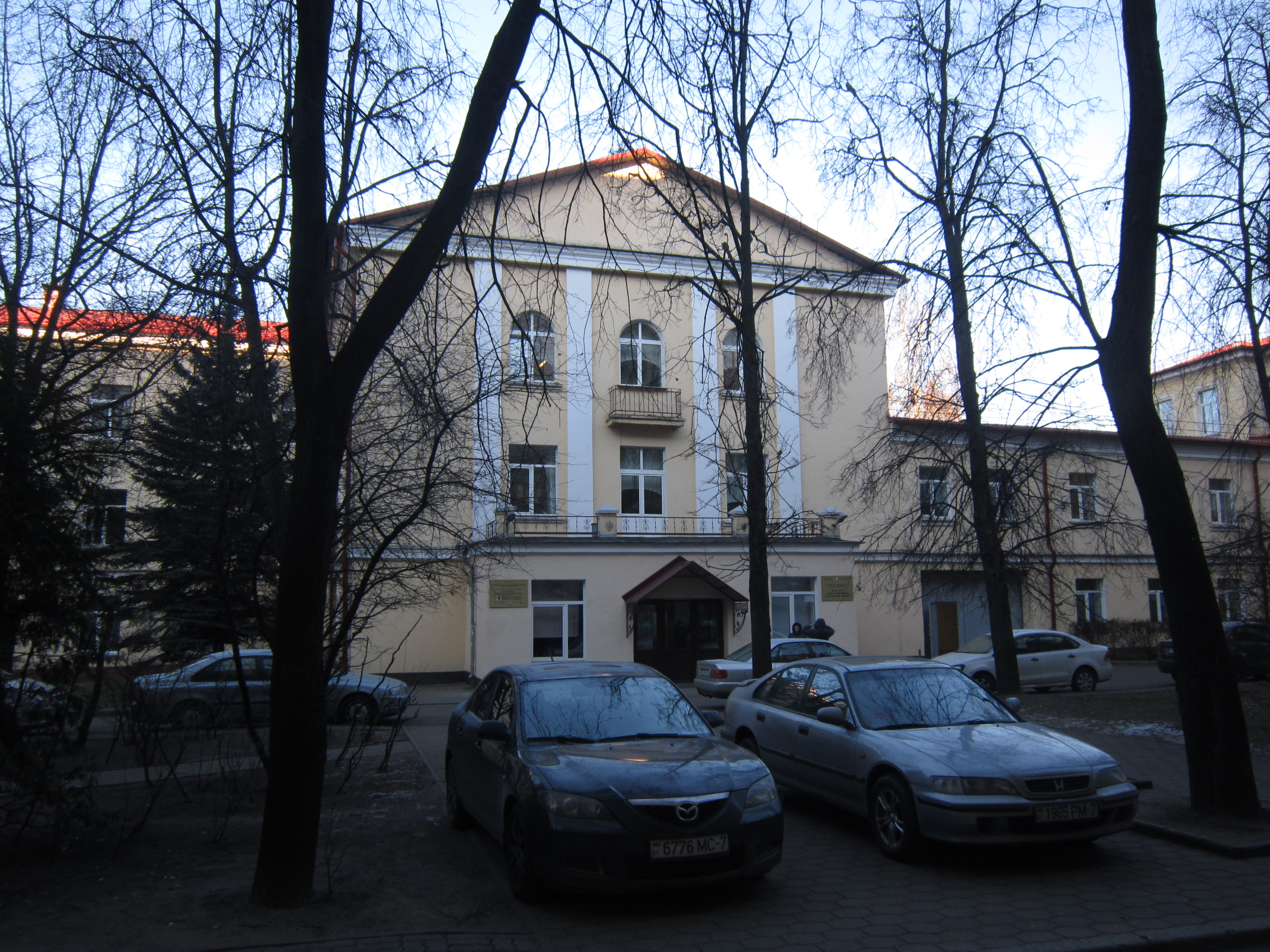
Минский государственный политехнический колледж

В 2012/2013 учебном году женщины составляли 95,8 % учащихся учреждений ССО по гуманитарным наукам, 91,7 % по здравоохранению, 90,5 % по педагогическому профилю, 81,4 % по экономико-правовому профилю, 78,2 % по общественному питанию, 75,2 % по искусству и дизайну, 61,8 % по физкультуре и туризму, 27,2 % по сельскому и лесному хозяйству, 25,6 % по технике и технологиями, 23 % по архитектуре и строительству, 5,4 % по службам безопасности.
В 2018/2019 учебном году в среднее специальное образование в белорусских колледжах получали 865 иностранцев, в том числе 370 граждан России, 139 — Украины, 123 гражданина Туркменистана, 49 — Казахстана.
С 2019 года выпускникам колледжей, поступающим в университеты, отсрочка от службы в армии не предоставляется.

### Высшее образование
| Численность студентов, тыс...:                                                                                                 | Численность студентов по регионам, тыс. (2020/21):                                                                             |
| --- | --- |
| График не отображается по техническим причинам. Чтобы исправить это, воспроизведите график в новом формате, если это возможно. | График не отображается по техническим причинам. Чтобы исправить это, воспроизведите график в новом формате, если это возможно. |

| Приём студентов, тыс..: |
| --- |
| График не отображается по техническим причинам. Чтобы исправить это, воспроизведите график в новом формате, если это возможно. |
| Выпуск специалистов, тыс..: |
| График не отображается по техническим причинам. Чтобы исправить это, воспроизведите график в новом формате, если это возможно. |

#### Современное состояние
В 2020/21 учебном году в 50 вузах Республики Беларусь обучается 254,4 тыс. студентов (160,9 тыс. на дневной форме получения образования, 0,9 тыс. на вечерней, 92,6 тыс. на заочной). В системе высшего образования работало 20 871 человек основного (штатного) персонала, из которых 1338 имело учёную степень доктора наук, 8368 — кандидата наук. 1175 человек имело учёное звание профессора, 7220 — доцента. При этом в 2012/13 учебном году в 54 вузах Республики Беларусь обучалось 428,4 тыс. студентов. Численность профессорско-преподавательского состава составляла 24 612 человек, в том числе докторов наук — 1346, кандидатов наук — 9043, профессоров — 1260, доцентов — 7509.
В Беларуси два ведущих вуза в национальной системе образования: Белорусский государственный университет, основанный 30 октября 1921 года, и Академия управления при Президенте Республики Беларусь, образованная 29 января 1991 года. Статус ведущего вуза в республике закреплён законодательно и имеет две разновидности: ведущий вуз в национальной системе образования и ведущий вуз в отрасли. Статус ведущего вуза в отрасли имеет несколько вузов (в частности, Белорусский национальный технический университет, Белорусский государственный университет информатики и радиоэлектроники, Белорусский государственный медицинский университет, Белорусский государственный аграрный технический университет, Белорусский государственный технологический университет, Белорусский государственный университет культуры и искусств и другие).
В 1992 году в Минске был основан Европейский гуманитарный университет. В 2004 году он был вынужден прекратить работу в республике и с 2005 года действует в Литве.
В Беларуси студенты вузов могут получать академические степени специалиста (бакалавра) и магистра.
Выпускники вузов могут продолжить обучение и получить послевузовское образование, поступив в аспирантуру и затем в докторантуру. Кроме того, возможно прохождение курсов переквалификации и получение второго высшего образования.
В среднем 57-60 % студентов вузов Беларуси — женщины. В 2012/13 учебном году больше всего женщин обучалось по специальностям, связанным с социальной защитой (94,1 %), общественным питанием и бытовым обслуживанием (88,9 %), экологией (78,4 %), гуманитарными науками (77,7 %), педагогикой (77,1 %), здравоохранением (73,7 %), коммуникациями, правом, экономикой и управлением (72,6 %). Меньше всего женщин обучается по техническим специальностям (26,9 %) и специальностям, связанным с безопасностью (14,7 %).
В 2012/13 учебном году 0,1 % студентов (0,2 тыс. человек) получали образование на белорусском языке, 38,1 % — на белорусском и русском языках, 61,8 % — на русском языке.
За период 2010—2020 годов доля студентов, обучающихся за счёт бюджетных средств, выросла с 33,8 % до 54,5 %, на платной основе — сократилась с 66,2 % до 45,5 %:

#### Специальности
В 2012/13 учебном году больше всего студентов обучалось по специальностям профиля «Коммуникации. Право. Экономика. Управление» — 167,3 тыс. человек. По специальностям технико-технологического профиля обучалось 83,2 тыс. студентов, педагогического — 42,4 тыс., сельскохозяйственного — 28,1 тыс., медицинского — 21,7 тыс., гуманитарного — 16,6 тыс., естественнонаучного — 13,8 тыс., физкультурного и туристического — 9 тыс., искусствоведческого и дизайнерского — 7,1 тыс..
К 2020/21 учебному году доля студентов, обучающихся по специальностям экономико-юридическо-управленческого профиля, сократилась до 29,2 % (в 2010/11 учебном году — 40,8 %). Распределение численности студентов по профилям специальностей стало выглядеть следующим образом (тыс. студентов):

#### Отсрочки от службы в армии
До 2019 года получение высшего образования позволяло автоматически получать отсрочку от срочной службы в Вооружённых Силах Республики Беларусь. 28 июня 2019 года количество отсрочек для получения образования сократили до одной: после завершения первой ступени высшего образования или получения среднего специального образования отсрочки от срочной службы с целью получения образования на более высокой ступени (в магистратуре и аспирантуре — после бакалавриата; в вузе — после колледжа) больше не предоставляются.

#### Обучение иностранных граждан
| Доля иностранных студентов в вузах Беларуси, %.:                                                                               |
| График не отображается по техническим причинам. Чтобы исправить это, воспроизведите график в новом формате, если это возможно. |

В 2020/21 учебном году 12 002 студента были гражданами других государств, в том числе 6514 были гражданами Туркменистана, 1658 — России, 1146 — Китая, 265 — Азербайджана, 244 — Шри-Ланки, 242 — Нигерии, 208 — Ирана, 168 — Украины, 154 — Ливана, 124 — Сирии, 118 — Казахстана, 115 — Турции, 110 — Литвы. К 2020/21 учебному году численность иностранных студентов выросла до 20 936 человек, в том числе 8738 граждан Туркменистана, 3634 — Китая, 1517 — России, 1045 — Узбекистана, 1016 — Шри-Ланки, 734 — Индии, 659 — Ливана, 416 — Ирана, 323 — Таджикистана, 284 — Азербайджана, 259 — Нигерии.
Обучение для граждан других государств, как правило, платное. Стоимость которого зависит от выбранной специальности, формы обучения и учебного заведения.
Для получения приглашения на учёбу необходимо обратиться в вуз. Для этого в учебное заведение отправляются все необходимые документы.
Большинству иностранных студентов до начала обучения нужно пройти в Беларуси годичный языковой курс на факультете довузовской подготовки учебного заведения.

#### Студенческие общежития

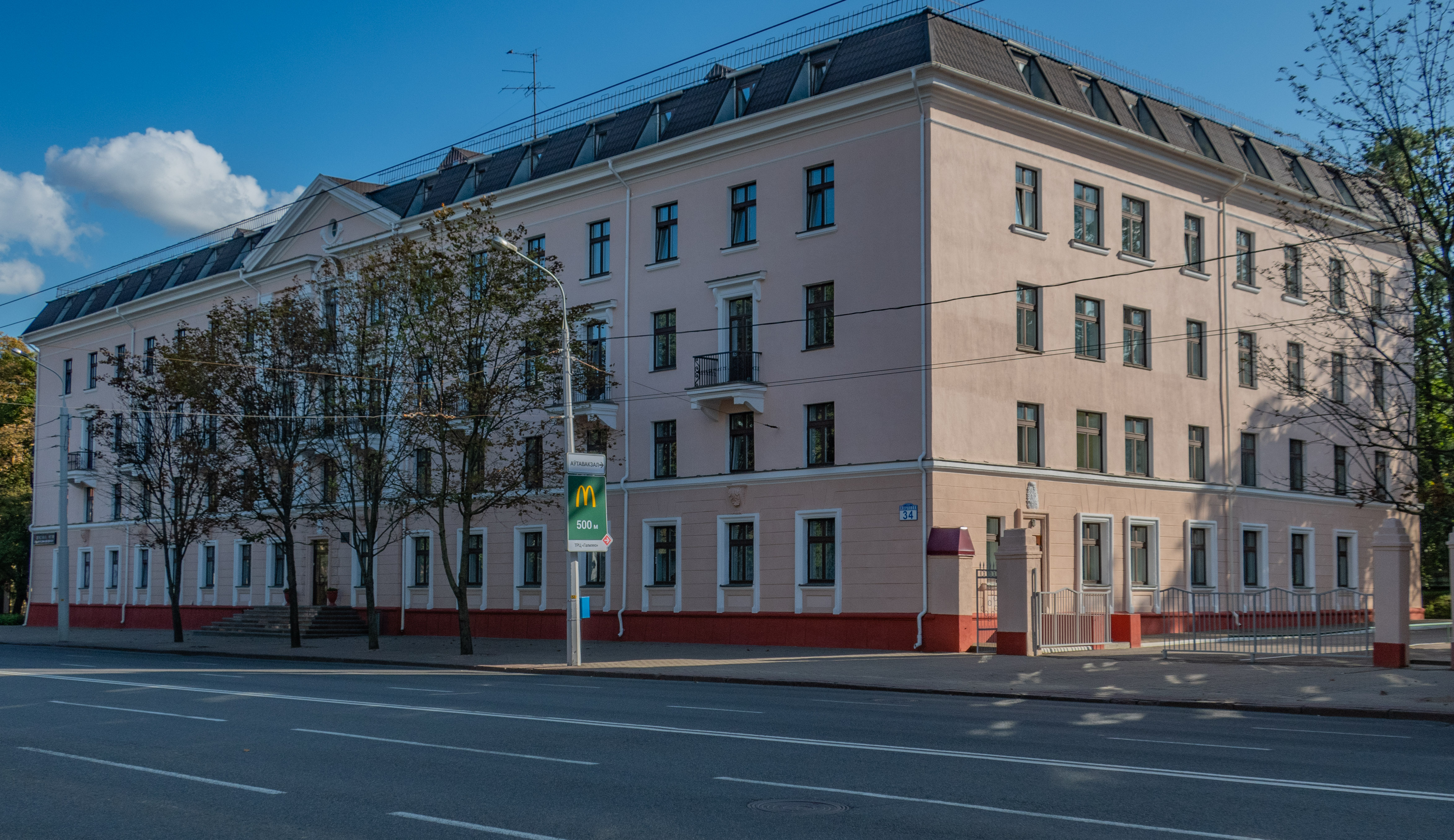
Общежитие № 1 БГУ (Минск, ул. Свердлова)

Высшие учебные заведения имеют собственные общежития и помогают студентам найти съёмное жильё в городе обучения. В 2020/2021 учебном году 57,2 % студентов и магистрантов дневной формы обучения нуждались в общежитиях. 90,1 % из них (82,2 тыс. человек) получили общежития от своих вузов
Проблема нехватки мест в общежитиях в Минске остаётся актуальной, несмотря на общее сокращение численности студентов и строительство Студенческой деревни.

#### Магистратура
Численность магистрантов в 2010—2021 годах выросла вдвое:
| Численность магистрантов: | Выпущено магистров: |
| --- | --- |
| График не отображается по техническим причинам. Чтобы исправить это, воспроизведите график в новом формате, если это возможно. | График не отображается по техническим причинам. Чтобы исправить это, воспроизведите график в новом формате, если это возможно. |

Распределение магистрантов по профилю специальностей в 2017/18 учебном году следующее:

### Послевузовское образование
В 2011—2020 годах численность обучающихся в аспирантуре (адъюнктуре) сократилась с 5779 до 5093 человек. Из 828 человек, выпущенных из аспирантуры в 2016 году, с защитой диссертации выпустились 59 человек.
Численность обучающихся в аспирантуре в 2020 году:

#### Присуждение учёных степеней
Количество присуждённых учёных степеней кандидата наук в 2010-е годы колеблется на уровне 450—520 человек в год, доктора наук — 40-50 человек.:
| Кандидатов наук: | Докторов наук: |
| --- | --- |
| График не отображается по техническим причинам. Чтобы исправить это, воспроизведите график в новом формате, если это возможно. | График не отображается по техническим причинам. Чтобы исправить это, воспроизведите график в новом формате, если это возможно. |

#### Иностранные граждане в аспирантуре
В 2018 году в аспирантуре вузов и организаций обучалось 449 иностранных граждан, или 8,4 % от общей численности аспирантов. Более половины из них составляли аспиранты из Китая (232 человека), много аспирантов было из стран СНГ (в сумме — 73), Ливана (60), Ирака (20), Ирана (14), Вьетнама (11).

## Кодекс об образовании

### Проект
2010 год — при подготовке проекта в парламентскую комиссию поступило около 1,5 тыс. устных и письменных замечаний. Проект сформирован впервые.
Был принят во втором чтении на заседании сессии Палаты представителей Национального собрания. 13 января 2011 года подписан главой государства А. Лукашенко.
Ряд положений проекта:
- Урегулированы вопросы дисциплинарной ответственности образовательного процесса (ввод дисциплинарной ответственности учащихся)
- Частные вузы обяжут иметь общежитие
- Для прохождения службы в армии студентам предоставят отпуск
- Предусмотрен новый документ об образовании — диплом исследователя, который будет выдаваться лицам, успешно закончившим обучение в аспирантуре (адъюнктуре)

## Формы получения образования
Образовательные программы осваиваются в следующих формах (в зависимости от потребностей и возможностей личности):
- В образовательном учреждении:
  - Очная форма
  - Очно-заочная (вечерняя)
  - Заочная
  - Дистанционная, непрерывная
- В форме семейного образования
- Самообразование
- Экстернат
- С репетитором

Дистанционное образование в последние годы интенсивно прорабатывается. Допускается сочетание различных форм получения образования.

## Интернатные учреждения
2011 год — 52 интерната для детей-сирот (на 30 % меньше, чем в 2005 году), около 70 % детей-сирот воспитываются в семьях (на такую форму усыновления ориентирует социальная политика государства).

## Статистика
В 2008 году 1 627 выпускников школ получили золотые медали и 282 — серебряные. В 2009 году около 2 тыс. выпускников школ стали золотыми и серебряными медалистами, значительно выросло число серебряных медалистов. Получение медали (с 1994 года их изготавливает УП «Теплообменная аппаратура и порошковая металлургия») даёт абитуриенту возможность при прочих равных условиях иметь преимущество при поступлении в вузы. На одной стороне медали — герб Беларуси, на другой — надпись «За выдатныя веды» и нанесён отпечаток раскрытой книги в обрамлении солнечных лучей и колосьев. Претенденты на золото должны иметь свидетельство об общем базовом образовании с отличием и примерное поведение, а в старших классах у выпускников годовые и экзаменационные отметки — «девять» и «десять». Серебряной медалью награждаются юноши и девушки, которые претендовали на золото, но немного не дотянули до высшей ступеньки учебного пьедестала.
В качестве основного показателя (при сравнительной оценке различных стран их инновационного потенциала и расчета индекса конкурентоспособности) используется число студентов и аспирантов инженерных и естественнонаучных специальностей на тысячу жителей. В Республике Беларусь на 1000 человек населения выпускается 7 инженеров.